# Gustave Duchesne de Bellecourt
Pour les articles homonymes, voir Duchesne et Bellecourt (homonymie).

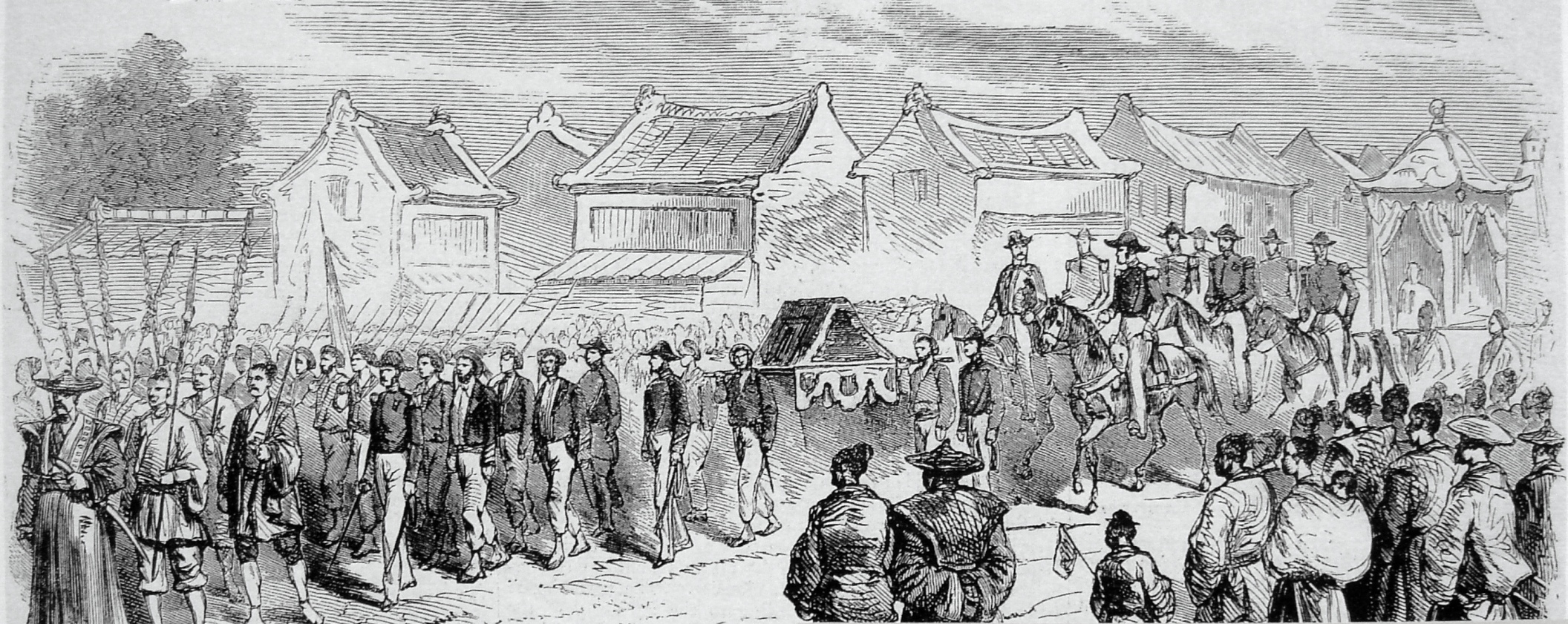
Duchesne de Bellecourt, apportant le traité ratifié au Shogun, le 4 février 1860

Gustave Duchesne de Bellecourt (23 février 1817 – 29 juillet 1881) est un diplomate français. Il était ambassadeur de France au Japon au XIXe siècle. Il était surtout actif au Japon, mais aussi dans le reste de l'Asie. Il a été le premier représentant français au Japon, de 1859 à 1864, à la suite de la signature du traité d'amitié et de commerce entre la France et le Japon en 1858.

## Formation et arrivée au Quai d'Orsay.
Gustave Duchesne de Bellecourt est né à Paris le 23 février 1817, on sait peu de chose sur ses jeunes années.
Il y a quelques éléments sur ses années de formation, on sait qu'il suit un cursus en droit qui se concrétise par l’obtention d'une licence. En 1840, il apparait qu'il poursuit un début de carrière dans le droit en tant qu'avocat stagiaire.
C'est en 1842, à l'âge de 25 ans qu'il commence sa carrière au ministère des Affaires étrangères. En effet, comme beaucoup d'autres jeunes gens attirés par la carrière diplomatique, il intègre dans un premier temps la direction des Archives.
Deux ans plus tard, en 1844, il obtient son premier poste à l'étranger. En effet, passant à la direction politique, il est nommé comme secrétaire de légation à Copenhague. Par la suite, en 1854, on lui attribue le poste de secrétaire pour la légation de Francfort.

## Mission en Chine
C'est en 1857 que Gustave Duchesne de Bellecourt a son premier contact avec l’Extrême-Orient. Il est nommé comme premier secrétaire de l’ambassade extraordinaire du baron Jean-Baptiste Louis Gros faisant suite à la Seconde guerre de l'opium. En tant que premier secrétaire, il suit le Baron jusqu'à la ratification des traités en Chine.
Après la signature du traité l'ambassadeur français charge Duchesne de Bellecourt de porter le document à Paris, il ne peut donc pas participer à l’expédition que la légation du Baron Gros entame vers le Japon. Le but de cette dernière est d'ouvrir les relations diplomatiques entre les deux empires.

## Poste au Japon

### Représentation diplomatique
Gustave Duchesne de Bellecourt est nommé au poste de consul général à la résidence d’Edo le 2 février 1859.
Les premières difficultés interviennent avant même sa prise de poste à Edo. En effet, arrivé en Chine, les révoltes contre les Occidentaux l'empêchent de réunir une escorte suffisante pour son arrivée en poste au Japon. Cette dernière est retardée jusqu'au 6 septembre 1859.
Dès le début de l’année 1860, il est nommé comme chargé d’affaires de France, poste plus prestigieux que celui de consul général dans la hiérarchie diplomatique. Il conserve ce titre jusqu'au 8 juin 1861 date à laquelle il lui est permis par décret de prendre le titre de ministre plénipotentiaire (il ne dispose cependant pas des prérogatives d'un ministre plénipotentiaire, il n'obtiendra ce grade qu'en 1879).

### Actions au Japon
La mission principale du nouveau consul général, Gustave Duchesne de Bellecour, est de combler les lacunes concernant la méconnaissance du Japon. L’autre objectif étant d’aider à la propagation du christianisme, mais en gardant une certaine réserve. Il doit aussi favoriser le commerce entre les deux nations et maintenir une bonne entente avec l'Angleterre sur la zone asiatique. En aucun cas son action ne doit provoquer un nouveau conflit en Asie.
Il a une main dans l'organisation des deux premières ambassades japonaises en Occident, il soutient notamment la deuxième qu'il pense à même de résoudre les difficultés rencontrées au Japon. Notamment sur la question du report de l'ouverture des ports japonais au commerce.
Une de ses prérogatives, en tant que représentant français, est de veiller aux intérêts des affaires commerciales françaises au Japon. Il protège et soutient les marchands sous le protectorat français, négocie en leur nom avec le gouvernement d'Edo sur les questions commerciales (droits de douane, contrats) et judiciaires.
L'une des questions commerciales majeures entre la France et le Japon, lors de l'ambassade de Duchesne de Bellecourt, concerne l'importation des cocons et des graines de vers à soie. En effet, dans les années 1860 une épidémie de pébrine décime les élevages français et met en péril la sériciculture française.

### Difficultés pendant la mission japonaise
La réouverture du Japon n'est pas simple pour le diplomate français. La fin de la politique isolationniste est vécue par la classe dominante comme un moment de faiblesse du gouvernement d'Edo tenant les rênes du pouvoir depuis deux siècles. Cela entraine une opposition violente contre le shogunat, mais aussi une vague d'agression contre les étrangers alors indésirables. Cela est soutenu par une idéologie : Sonnō jōi. En parallèle, le shogunat cherche à garder la main haute sur les puissances occidentales par le biais d'un système contrôlant et isolant les représentants étrangers.
Gustave Duchesne de Bellecourt est confronté à plusieurs agressions des partisans de la fermeture visant les résidents sous protectorat français. Son propre gardien de pavillon est agressé à plusieurs reprises (dont une fois devant la légation française).
Il doit agir à de nombreuses reprises auprès du gouvernement d'Edo pour faire état des différentes attaques subies par les personnes sous sa protection. Il s'implique notamment au côté de l'Angleterre pour négocier avec le gouvernement japonais lors de l'assassinat de Mr Huisken secrétaire de la légation des États-Unis et lors de l'incident de Namamugi, portant sur l'agression de cinq Occidentaux par des samouraïs de Satsuma.
L'agression qui soulève le plus de problèmes pour Duchesne est celle du Lieutenant Camus daté du 14 octobre 1863. Cette affaire, provoque une vague d'indignation en France, l'amène à entamer des négociations pour que justice soit rendue. Il s'agit d'une des questions majeures devant être abordé lors de la seconde ambassade japonaise en Occident.

### Fin de la légation japonaise
Gustave Duchesne de Bellecourt soutient les représailles entreprises en juillet 1863 par l'Amiral Jaurès à la suite de la tentative de fermeture du détroit de Shimonoseki par un daimyō.La riposte française est immédiate, l'Amiral Jaurès détruit les batteries côtières responsables des agressions contre les navires occidentaux. Cet élément est un de ceux communément retenu pour expliquer le retrait du diplomate de son poste au Japon. Léon Roches est nommé pour le remplacer en poste à Edo. Duchesne de Bellecourt remet la légation à ce dernier le 30 avril 1864.

## Fin de carrière
Sa fin de carrière est plus calme, il est nommé au poste de consul général à Tunis directement (en fait il prend son poste en janvier 1865) à son retour du Japon. Le Quai d'Orsay lui confie par la suite les légations de Batavia en 1867, puis de Quito en 1877.
Il quitte le service du Quai d’Orsay le 29 avril 1880 et décède à Paris l’année qui suit le 29 juillet 1881.